# Ruth Aaronson Bari
Ruth Aaronson Bari (17 de Novembro, 1917 – 25 de Agosto, 2005) foi uma matemática norte-americana conhecida pelo seu trabalho em teoria dos grafos e homomorfismo algébrico. Filha de poloneses-judeus que imigraram para os Estados Unidos. Ela foi professora na Universidade George Washington iniciando em 1966. Ela era mãe da ativista ambiental Judi Bari, repórter cientifica Gina Kolata e historiadora da arte Martha Bari.

## Carreira
Bari cresceu no Brooklyn e estudou no Brooklyn College, conseguindo seu bacharelado em matemática em 1939. Ela conquistou seu mestrado na Universidade Johns Hopkins em 1943, mas tinha se matriculado para um programa de doutorado originalmente. Quando a universidade sugeriu que as mulheres no programa de graduação desistissem de suas vagas para que os homens que estavam voltando da Segunda Guerra mundial pudessem estudar, Bari aceitou. Após se casar com Arthur Bari ela decidiu dedicar seus próximos 20 anos a sua família. Ela retornou a Universidade de Johns Hopkins para completar sua dissertação sobre “a redução absoluta de mapas de pelo menos 19 regiões” em 1966 aos 47 anos.
A dissertação de Bari se aprofundava em polinômios cromáticos e na conjuntura de Birkhoff-Lewis. Ela explorou isso “Pelo fato de que todos os outros mapas cúbicos com menos de 20 regiões contêm pelo menos uma configuração redutível, segue o que o teorema de Birkhoff-Lewis comprova para todos os mapas com menos de 20 regiões.” Seu tutor durante o Doutorado foi Daniel Lewis, Jr. Depois que recebeu seu diploma de matemática ela foi convidada pelo matemático William Tutte para passar duas semanas na Universidade de Waterloo no Canadá, dando aulas sobre seu trabalho. O trabalho de Bari nas áreas de teoria gráfica, homomorfismos e especialmente polinômios cromáticos foi reconhecido como influente. Em 1976, dois professores dependeram de processamento computacional para resolver o problema perene da dissertação de Bari, envolvendo o teorema de quatro cores. Quando sua filha Martha perguntou se ela se sentiu tapeada pela solução tecnológica, Bari respondeu “Eu estou grata que isso foi resolvido enquanto viva e que eu tive o privilégio de testemunha-la”. 
Durante sua carreira de ensino, Bari participou em um processo judicial contra a Universidade de George Washington protestando as desigualdades relacionadas a promoção e pagamento de membros docentes femininos. Os protestos foram bem sucedidos. Bari se aposentou na idade mandatória de 70 anos em 1988 com a distinção de professora emérita.

## Comunidade e Vida Familiar
Bari foi muito ativa na comunidade de Washington, DC. No começo dos anos 70, Bari conseguiu uma permissão da Fundação Nacional da Ciência para começar um programa de mestrado em ensino de matemática. Ela sentia que os professores de matemática nas escolas públicas de Washington não estavam tão bem preparadas quanto necessário.
Suas filhas também se tornaram influentes nos seus campos de estudo. Gina Kolata foi jornalista matemática, da saúde e ciência para o The New York Times. Judi Bari (1949 – 1997) foi uma lider do proletariado, ativista ambiental e feminista, que sobreviveu a uma tentativa de assassinato. Dra, Martha Bari é uma historiadora da arte na Hood College.
Bari faleceu no dia 25 de Agosto de 2005. Ela deixou seu marido Arthur (1913-2006) depois de 64 anos de casamento. Além das três filhas eles tiveram duas netas, uma de Judy e uma de Gina. Ruth Bari morava em Silver Spring, Maryland desde 1963 e tinha 87 anos de idade quando faleceu.